# Foncine-le-Bas
Foncine-le-Bas là một xã trong vùng hành chính Franche-Comté, thuộc tỉnh Jura, quận Lons-le-Saunier, tổng Les Planches-en-Montagne. Tọa độ địa lý của xã là 46° 38' vĩ độ bắc, 06° 01' kinh độ đông. Foncine-le-Bas nằm trên độ cao trung bình là 794 mét trên mực nước biển, có điểm thấp nhất là 730 mét và điểm cao nhất là 1181 mét. Xã có diện tích 9.29 km², dân số vào thời điểm 2006 là 220 người; mật độ dân số là 24 người/km².

## Thông tin nhân khẩu
| 1962 | 1968 | 1975 | 1982 | 1990 | 1999 |
| ---- | ---- | ---- | ---- | ---- | ---- |
| 228  | 232  | 229  | 191  | 175  | 182  |

## Địa điểm tham quan
- Nhà thờ của Foncine-le-Bas được xây dựng từ năm 1604.
- Thác nước Saine.